# Pinchbeck
Pinchbeck is een civil parish in het bestuurlijke gebied South Holland, in het Engelse graafschap Lincolnshire met 5455 inwoners.